# Crotalaria trinervia
Crotalaria trinervia är en ärtväxtart som beskrevs av Roger Marcus Polhill. Crotalaria trinervia ingår i släktet sunnhampor, och familjen ärtväxter. Inga underarter finns listade i Catalogue of Life.